# Johann Jacob Heinrich Westphal
Johann Jacob Heinrich Westphal (* 31. Juli 1756 in Schwerin; † 17. August 1825 ebenda) war ein deutscher Organist, Lehrer und Musiksammler.

## Leben
Johann Jacob Heinrich Westphal wurde in Schwerin geboren und daselbst am 1. August 1756 in der Schweriner Schlosskapelle getauft, wo sein Vater als Kastellan wirkte. Schon in früher Jugend zeigte Westphal große Neigung zur Musik. Den ersten Musikunterricht erhielt er bei dem Organisten Mecker und wurde schon bald von Prinz Ludwig zu Mecklenburg gefördert. Von 1778 bis 1782 bekleidete er das Amt des Schlossorganisten und wechselte dann an die Schelfkirche. 1814 wurde er schließlich Organist des Schweriner Doms.
Nebenbei betätigte er sich seit Oktober 1789 als Schreib- und Rechenlehrer am Fridericianum Schwerin.
Westphal war Vater von vier Kindern; sein jüngster Sohn Johann Heinrich Westphal erlangte als Astronom und Privatgelehrter einige Berühmtheit.

## Sammlung
Schon früh begann Westphal eine umfangreiche musikalische Bibliothek und Autographen-Sammlung zusammenzutragen, die bald weit über die Grenzen Mecklenburgs hinaus berühmt war. Laut Ignaz von Sonnleithner war diese Musikaliensammlung von über 3000 Werken in Deutschland, möglicherweise gar in ganz Europa, einzigartig und allein mit der Bibliothek von Kaiser Leopold I. vergleichbar. Von besonders hoher Relevanz ist Westphals Korrespondenz mit Carl Philipp Emanuel Bach, von dem er sich etliche Musikalien aus Hamburg zusenden ließ.
Nach Westphals Tod gelangte die Sammlung durch Vermittlung der Mutzenbecherschen Buchhandlung in Altona an den belgischen Musikbibliographen François-Joseph Fétis und schließlich in die Bibliothek des Königlichen Konservatoriums Brüssel in Brüssel.

## Werke
- Abhandlung von den Mecklenburgischen Münzen, Maaßen und Gewichten und deren Vergleichung mit auswärtigen Münzen, Maaßen und Gewichten; imgleichen mit dem neuen französischen Maaß- und Gewichtssystem. In der Bödnerschen Buchhandlung, Schwerin und Wismar 1803, online.